# 徐河辰
徐 河辰（ソ・ハジン、서하진、1960年11月9日 - ）は韓国の小説家。慶尚北道の永川出身。

## 略歴
徐河辰の小説は、基本的に女性と家族の根本的な問題にフォーカスを置いている。特に、小説の中に登場する人物は、既婚の女性の人生で、結婚という制度との不調和を見せている。
徐河辰は、家庭という日常の枠を通して単純に見える女性の自己存在に対する認識過程を追いながら、結局、それは人間の存在とその価値に対する認識へと深化されることであると述べている。

## 受賞歴
- 2004年、第10回 韓戊淑文学賞
- 2009年、第2回 白信愛文学賞

## 主な作品
- 1996年、『책 읽어주는 남자』(本を読んでくれる男)[2]
- 1998年、『사랑하는 방식은 다 다르다』(恋するやり方は、皆それぞれ)
- 2000年、『라벤더 향기』(ラベンダーの香り)
- 2004年、『비밀』(秘密)
- 2005年、『다시 사랑한다 말할까』(再び、愛すると言おうか)
- 2006年、『요트』(ヨット)
- 2008年、『착한 가족』(良き家族)
- 2011年、『나나』(ナナ)